# Мэри-де-Монтрёй (станция метро)
Мэри-де-Монтрёй (фр. Mairie de Montreuil) — конечная станция линии 9 Парижского метрополитена, расположенная в коммуне Монтрёй. Названа по расположению рядом с мэрией данной коммуны

## История
- Станция открылась 14 октября 1937 года в конце составе пускового участка Порт-де-Монтрёй — Мэри-де-Монтрёй линии 9[2].
- Пассажиропоток по станции по входу в 2011 году, по данным RATP, составил 6 300 355 человек[3].В 2013 году этот показатель вырос до 6 328 612 пассажиров (51 место по уровню входного пассажиропотока в Парижском метро)[4]

## Путевое развитие
За станцией расположен трёхпутный оборотный тупик с путями для отстоя в конце.

## Галерея

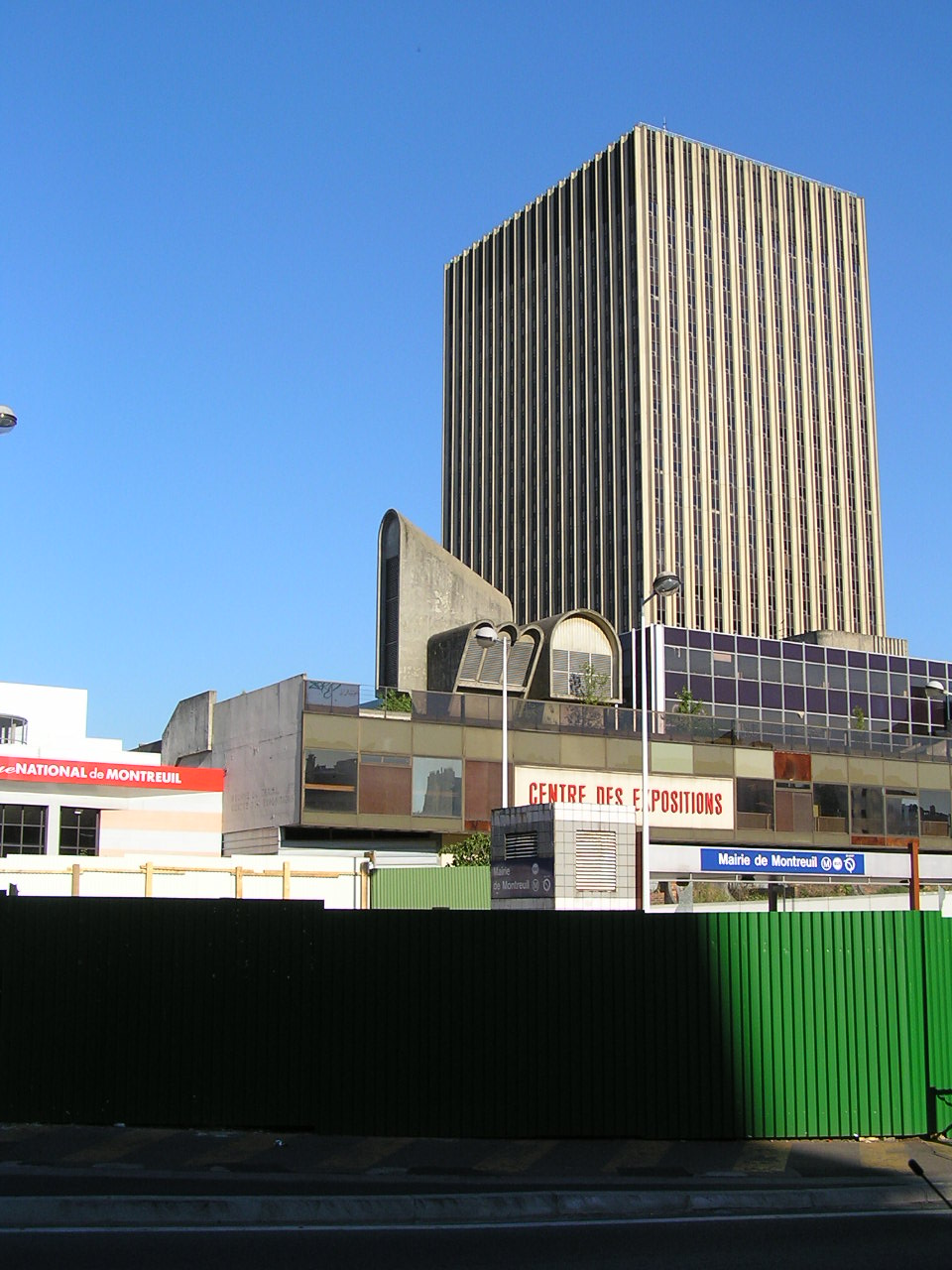
Реконструкция выхода со станции